# Четыре времени водки
«Четыре времени водки» — художественный фильм Анастасии Белокуровой и Ильи Малашенкова, лидера группы «Банда четырёх», созданный в 2013 году, альманах, участник кинофестиваля «Киношок», созданный, как и предшествующее произведение, «Чёрный таксист», с нулевым бюджетом. Создатели фильма, в основном, относятся к генерации экзистенциального пост-панка и «Формейшн».

## Сюжет
Альманах начинается с новеллы «Лицо Ангела» (жанр лирической зарисовки), о похождениях известного кинокритика Алексея Васильева по Твери, снятых сразу после его дня рождения.
В новелле «Сын целлулоида» (жанр видеоинсталляции) музыкальный обозреватель журнала «Афиша», Максим Семеляк распивает алкоголь на фоне саундтрека и видеоряда своих любимых фильмов.
В новелле «Поворот винта» (жанр психологической драмы) главный герой (в исполнении Бориса Гришина), дожидается своих одноклассников, поэтапно напиваясь, вплоть до того момента, когда никто не приходит на его юбилей.
В новелле «Диагностика кармы» (жанр социального анкетирования) указывается на проблемы, связанные с употреблением алкоголя с точки зрения врача-нарколога. Кастингом занимался Сергей Угольников, режиссёр фильмов «Блогер» и «Смуthи в портрете ин100грамма», женщин в кадре не хватало, поэтому он исполнил роль трансвестита.
Как рассказывают создатели фильма, начало работы начался с того, что «Леша Васильев позвонил и сказал, что должен обязательно сняться в моем кино. Мы решили с Ильей просто так, без сценария, поехать снимать Васильева в Тверь. Леша — это человек, который в принципе сам по себе уже готовый сценарий». а потом он же «предложил сделать из этого альманах и поехать с ним на фестиваль „Киношок“ в Анапу, чтобы за счет фестиваля забухать и отдохнуть у моря».
Премьера фильма для широкой публики прошла в электротеатре «Станиславский».

## Критика
Как считает кинокритик Жанна Сергеева, «в названии „Четыре времени водки“ уже заложено достаточно юмора, чтобы предположить, что и содержание фильма будет им отличаться. Безусловно, этот альманах относится к категории „кино для своих“ — тех, кто в нем играет, можно назвать „широко известными в узких кругах московской и питерской богемы“, и их друзьям результат работы режиссёров Анастасии Белокуровой и Ильи Малашенкова должен понравиться. Но и тем, кому эти персонажи незнакомы, будет чему порадоваться». Автор журнала «Сеанс» Гордей Петрик отмечал: «„Четыре времени водки“ (2013) — кино без денег, отечественный „no budget“. Почти все, кто приложил руку к фильму, имеют отношение к экзистенциальному панку 90-х и „Формейшен“».